# Олександр Шалімов (монета)
«Олекса́ндр Шалі́мов» — ювілейна монета номіналом 2 гривні, випущена Національним банком України. Присвячена відомому вченому-хірургу, доктору медичних наук, професорові, академіку Національної академії наук України, одному із засновників української хірургічної школи — Олександру Олексійовичу Шалімову. О. О. Шалімов автор понад 800 наукових праць та 112 винаходів, ініціатор створення в Україні двох науково-дослідних інститутів — у Харкові та Києві. За своє життя провів близько 40 тисяч операцій. Широко відомий у світі своїми роботами. Був членом міжнародного союзу хірургів, Асоціації хірургів України, Австрії, Німеччини. Дійсний член Академії медичних наук України та Нью-Йоркської академії наук.
Монету введено в обіг 23 січня 2018 року. Вона належить до серії «Видатні особистості України».

## Опис та характеристики монети
| Номінал грн. | Метал      | Маса, грам | Діаметр, мм. | Якість виготовлення       | Гурт     | Тираж, штук |
| ------------ | ---------- | ---------- | ------------ | ------------------------- | -------- | ----------- |
| 2            | нейзильбер | 12,8       | 31           | спеціальний анциркулейтед | рифлений | 35 000      |

### Аверс
На аверсі монети розміщено: праворуч — малий Державний Герб України, над яким зображено рік карбування монети «2018»; ліворуч від нього — вертикальні написи: «УКРАЇНА» (угорі) та позначення номіналу «2 ГРИВНІ» (унизу); у центрі на дзеркальному тлі — стилізовану композицію: рука хірурга із скальпелем в оточенні «дерева життя» та написи: «УЧИСЬ/ ПРОТЯГОМ/ УСЬОГО ЖИТТЯ,/ ПРАЦЮЙ,/ НЕ ВВАЖАЮЧИ СЕБЕ/ НАЙРОЗУМНІШИМ,/ І НЕ ОПУСКАЙ РУК/ У РАЗІ НЕВДАЧІ/ О. ШАЛІМОВ»; логотип Банкнотно-монетного двору Національного банку України (унизу).

### Реверс
На реверсі монети зображено портрет Олександра Шалімова, праворуч від якого вертикальний напис «ОЛЕКСАНДР ШАЛІМОВ», червона крапля (використано тамподрук) та його роки життя «1918/2006».

## Автори

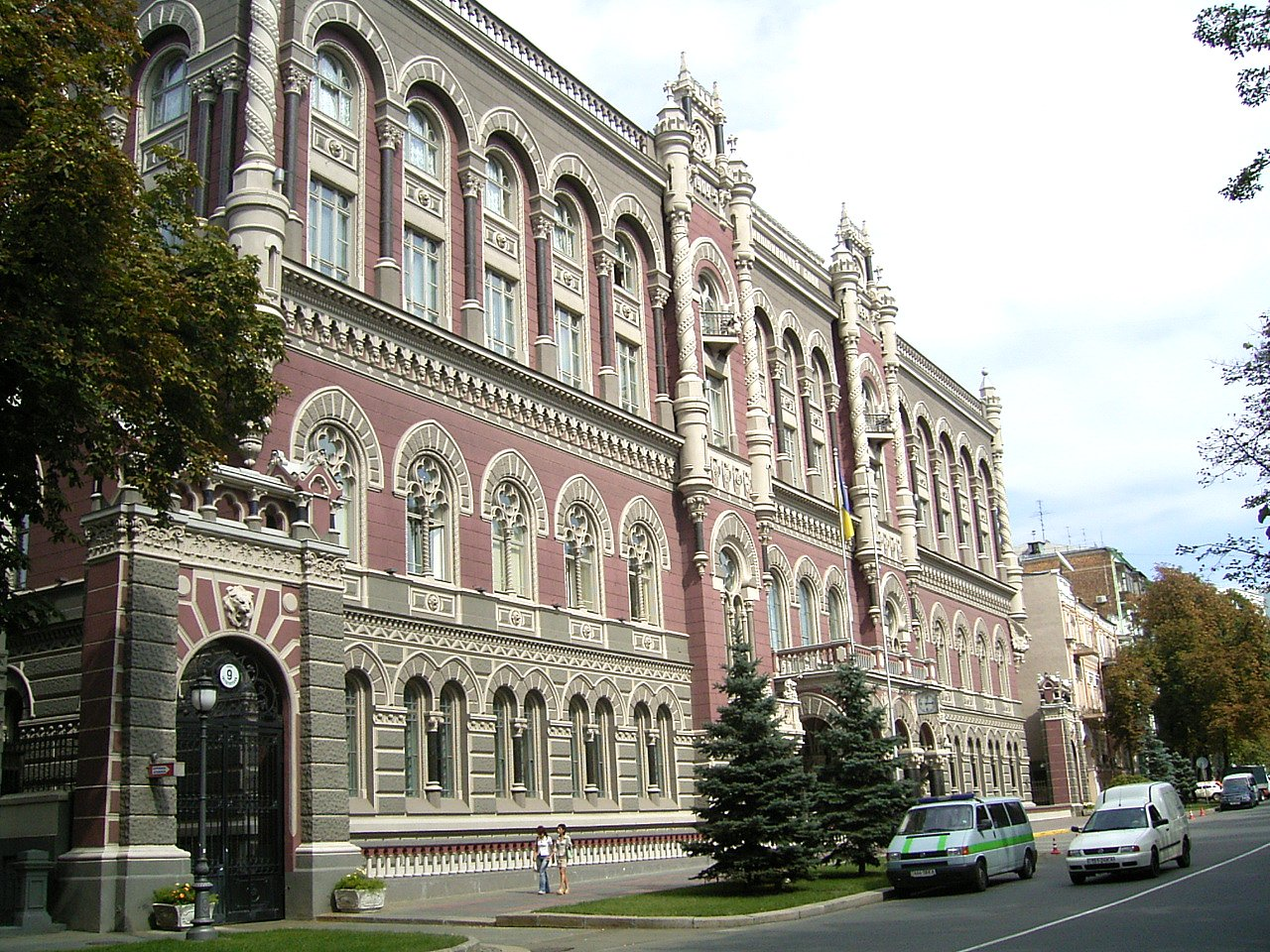
Будівля Національного банку України

- Художники: Таран Володимир, Харук Олександр, Харук Сергій.
- Скульптори: Дем'яненко Володимир, Демяненко Анатолій.

## Вартість монети
Під час введення монети в обіг 2018 року, Національний банк України реалізовував монету через свої філії за ціною 40 гривень.
Фактична приблизна вартість монети, з роками змінювалася так:
| Рік        | 2018 | 2019 | 2020 | 2021 | 2022 | 2023 | 2024 | 2025 |
| ---------- | ---- | ---- | ---- | ---- | ---- | ---- | ---- | ---- |
| Ціна, грн. | 50   | 50   | 55   | 55   | 60   | 95   | 140  | 185  |